# Orvaux
Orvaux és un municipi francès situat al departament de l'Eure i a la regió de Normandia. L'any 2007 tenia 515 habitants.

## Demografia

### Població
El 2007 la població de fet d'Orvaux era de 515 persones. Hi havia 173 famílies de les quals 17 eren unipersonals (13 homes vivint sols i 4 dones vivint soles), 68 parelles sense fills, 80 parelles amb fills i 8 famílies monoparentals amb fills.
La població ha evolucionat segons el següent gràfic:
Habitants censats

### Habitatges
El 2007 hi havia 203 habitatges, 170 eren l'habitatge principal de la família, 30 eren segones residències i 3 estaven desocupats. Tots els 203 habitatges eren cases. Dels 170 habitatges principals, 164 estaven ocupats pels seus propietaris, 5 estaven llogats i ocupats pels llogaters i 1 estava cedit a títol gratuït; 1 tenia dues cambres, 22 en tenien tres, 39 en tenien quatre i 108 en tenien cinc o més. 137 habitatges disposaven pel capbaix d'una plaça de pàrquing. A 58 habitatges hi havia un automòbil i a 109 n'hi havia dos o més.

### Piràmide de població
La piràmide de població per edats i sexe el 2009 era:
| Homes | Edats   | Dones |
| ----- | ------- | ----- |
| 0     | 95 o +  | 0     |
| 0     | 90 a 94 | 0     |
| 4     | 85 a 89 | 4     |
| 0     | 80 a 84 | 0     |
| 4     | 75 a 79 | 4     |
| 4     | 70 a 74 | 4     |
| 4     | 65 a 69 | 16    |
| 4     | 60 a 64 | 8     |
| 4     | 55 a 59 | 8     |
| 8     | 50 a 54 | 12    |
| 44    | 45 a 49 | 32    |
| 16    | 40 a 44 | 12    |
| 8     | 35 a 39 | 16    |
| 4     | 30 a 34 | 0     |
| 16    | 25 a 29 | 20    |
| 4     | 20 a 24 | 4     |
| 12    | 15 a 19 | 24    |
| 12    | 10 a 14 | 20    |
| 4     | 5 a 9   | 12    |
| 12    | 0 a 4   | 4     |

## Economia
El 2007 la població en edat de treballar era de 319 persones, 247 eren actives i 72 eren inactives. De les 247 persones actives 223 estaven ocupades (118 homes i 105 dones) i 25 estaven aturades (13 homes i 12 dones). De les 72 persones inactives 26 estaven jubilades, 25 estaven estudiant i 21 estaven classificades com a «altres inactius».

### Ingressos
El 2009 a Orvaux hi havia 171 unitats fiscals que integraven 514 persones, la mediana anual d'ingressos fiscals per persona era de 19.086 €.

### Activitats econòmiques
Dels 10 establiments que hi havia el 2007, 2 eren d'empreses de construcció, 1 d'una empresa de comerç i reparació d'automòbils, 1 d'una empresa d'informació i comunicació, 2 d'empreses financeres i 4 d'empreses de serveis.
L'únic servei als particulars que hi havia el 2009 era una fusteria.
L'any 2000 a Orvaux hi havia 5 explotacions agrícoles.

## Equipaments sanitaris i escolars
El 2009 hi havia una escola elemental integrada dins d'un grup escolar amb les comunes properes formant una escola dispersa.

## Poblacions més properes
El següent diagrama mostra les poblacions més properes.